# Ayahi Takagaki
 (avril 2025).
Ayahi Takagaki (高垣彩陽, Takagaki Ayahi), née le 25 octobre 1985 à Tokyo, au Japon, est une actrice de doublage (seiyū), chanteuse et actrice de théâtre.

## Doublage

### Animation

#### Courts métrages
- 2011 : Kodomo no jikan: Kodomo no natsu jikan de Mari Okada et Kaworu Watashiya (en) : Chika Aoki
- 2011 : Blue Exorcist de Kazue Katō et Ikuko Takahashi (ja) : Kuro

#### Moyens métrages
- 2014 : Sora no Otoshimono Final : Eternal My Master de Hisashi Saitō : Mikako Satsukitane

#### Longs métrages
- 2010 : Gundam 00: A Wakening of the Trailblazer de Seiji Mizushima, Kenji Nagasaki (en) et Takahiro Natori : Feldt Grace
- 2010 : Junod (cy) de Shinichiro Kimura (en) : Yuko
- 2011 : Heaven's Lost Property the Movie: The Angeloid of Clockwork (en) de Tomohisa Taguchi (en), Tetsuya Yanagisawa (en) et Hisashi Saitō : Mikako Satsukitane
- 2011 : Inazuma Eleven GO the Movie: The Ultimate Bonds Gryphon (en) de Yoshikazu Miyao (ja) et Akihiro Hino : Naruhito Kurama, Shunsuke Aoyama
- 2012 : Blue Exorcist, le film d'Atsushi Takahashi (en) : Kuro
- 2014 : Cardfight!! Vanguard Movie : Neon Messiah de Shin Itagaki (es) : Takuto Tatsunagi
- 2015 : Gekijouban Shimajirou no wao!: Shimajirou to ookina ki de Jang Hyung, Hiroshi Kawamata et Isamu Hirabayashi
- 2019 : Sword Art Online: Ordinal Scale de Tomohiko Itō : Lisbeth, Rika Shinozaki
- 2022 : Crayon Shin-chan: The Tornado Legend of Ninja Mononoke (en) de Masakazu Hashimoto : Chinzō Hesogakure
- 2022 : Gundam: G no Reconguista Movie V - Shisen wo Koete de Kenji Imura, Tomoaki Koshida et Kō Matsuo : Manny Ambassada
- 2022 : Kame no Kora wa Abarabone de Masa Mori (ja) : Narratrice

#### Téléfilms
- 2013 : Sword Art Online: Extra Edition (vi) de Tomohiko Itō : Lisbeth, Rika Shinozaki

#### Séries télévisées

##### Années 2000
- 2006 : Ōran kōkō hosutobu (15 épisodes) : Tsubaki Kamigamo, Benio Fan, Étudiante à l'université
- 2007 : Derutora kuesuto (1 épisode) : Jasmine
- 2007 : Gakuen yūtopia Manabi sutorêto! (3 épisodes) : Étudiant
- 2007 : Venus vs Virus (7 épisodes) : Lucia Nahashi
- 2007 : Kenkō zenrakei suieibu umishō (6 épisodes) : Karena Nanjō, Étudiante, Asami Oyamada
- 2007 : Mobile Suit Gundam Seed Freedom (4 épisodes) : Feldt Grace
- 2007-2008 : D.C. II: Da Capo II (17 épisodes) : Otole Asakura
- 2007-2008 : Baccano! (2 épisodes) : Sylvie Lumiere
- 2008 : Turū tiāzu
- 2008 : Rentaru magika (1 épisode) : Seito
- 2008 : Ayakashi: Japanese Classic Horror (1 épisode) : Umihara
- 2008 : Netto gōsuto Pipopa (6 épisodes) : Azusa Sakamoto, Karin Yukitani
- 2008 : Itazura na Kiss (1 épisode) : Mari Horiuchi
- 2008 : Wagaya no oinari sama. (1 épisode) : Shunta Hashimoto
- 2008 : S.A: Supesharu ē (24 épisodes) : Megumi Yamamoto, Takishima-ke Maid C, Yukibon
- 2008 : Sureiyāzu (1 épisode) : Onna no Ko
- 2008 : La Fille des enfers (1 épisode) : Moriyama Jun
- 2008 : Sukippu bīto! (1 épisode) : Miya
- 2008 : Yozakura kakutetto (6 épisodes) : Mina Tatebayashi
- 2008 : Macademi Wasshoi! (3 épisodes) : Paltia, Bartia
- 2008 : Kyō no 5 no 2 (13 épisodes) : Tsubasa Kawai
- 2009 : Le Pacte des Yōkai (1 épisode) : Midori
- 2009 : La vierge Marie vous regarde (2 épisodes) : Miyuki
- 2009 : Kōkaku no regios (11 épisodes) : Nina Anatalk
- 2009 : Faito ippatsu! Jūden chan!! (8 épisodes) : Aresta Blanket, Arrester Blanket
- 2009 : Canaan (1 épisode) : Nene
- 2009 : Sora no manimani (2 épisodes) : Sayuri Minami, Miki Makita
- 2009 : Sayonara monsieur Désespoir (3 épisodes) : Oora Kanako
- 2009 : Phantom:Requiem for the Phantom (24 épisodes) : Eren, Ellen, Ein
- 2009 : Yumeiro pâtissière (2 épisodes) : Reiko-sensei
- 2009 : Kobato. (1 épisode) : Haruka
- 2009 : Sasamekki Koto (13 épisodes) : Sumika Murasame
- 2009-2010 : Sora no otoshimono (2 épisodes) : Mikako Satsukitane
- 2009-2011 : Inazuma Eleven (54 épisodes) : Touko Zaizen, Lagarto's Brother, Mephisto

##### Années 2010
- 2010 : Seikon No Qwaser (2 épisodes) : Ayana Minase
- 2010 : Hanamaru yōchien (12 épisodes) : Hiiragi
- 2010 : The Legend of the Legendary Heroes (en)
- 2010 : Mitsudomoe (3 épisodes) : Mitsuba Marui
- 2010 : Asobi ni iku yo! (10 épisodes) : Ichika, narratrice
- 2010 : Ami Kuroki (13 épisodes) : Seikimatsu okaruto gakuin
- 2010 : Battle Spirits:Brave (2 épisodes) : Salma
- 2010-2011 : Durarara!! (20 épisodes) : Erika Karisawa
- 2010-2011 : Air Gear: Kuro no Hane to Nemuri no Mori (2 épisodes) : Konomi Nijou
- 2011 : Softenni! (3 épisodes) : Shiki Nishioka
- 2011 : Nekogami Yaoyorozu : Makuragi Yurara
- 2011 : Manyuu hikenchou : Kyoka Manyu
- 2011 : No. 6 (1 épisode) : Ann
- 2011-2012 : Kido Senshi Gandamu Eiji : Desil Galette
- 2011-2012 : Bellzebub (43 épisodes) : Nene Omori, Kota Kunieda, Miss Misako
- 2011-2020 : Chihayafuru (24 épisodes) : Rion Yamashiro, Jeune Taichi Mashima
- 2011-2024 : Blue Exorcist -  : Kuro
- 2012 : Danshi kōkōsei no nichijō (8 épisodes) : Sœur de Tadakuni
- 2012 : Senki Zesshō Shinfogia (11 épisodes) : Chris Yukine, Fille en armure
- 2012 : Inazuma Eleven GO 2: Chrono Stone (1 épisode) : Kurama Norihito, Okatsu
- 2012 : Fate/Zero (3 épisodes) : Shirley
- 2012 : Natsuiro Kiseki (en) (1 épisode) : Saki
- 2012 : Tari Tari (en) (13 épisodes) : Wakana Sakai
- 2012 : Les Fleurs du passé (1 épisode) : Quiz Reporter
- 2012-2020 : Sword Art Online (28 épisodes) : Lisbeth[2], Rika Shinozaki
- 2013 : Hakkenden: Touhou Hakken Ibun (8 épisodes) : Hamaji
- 2013 : Transformers: Go! (en) (1 épisode) : Tobio Fuma
- 2013 : Photo Kano (13 épisodes) : Yuko Uchida
- 2013 : Senki Zessho Symphogear G (13 épisodes) : Christ Yukine
- 2013 : Non Non Biyori (1 épisode) : Honoka Ishikawa
- 2013 : Yuusha ni Narenakatta Ore wa Shibushibu Shuushoku wo Ketsui Shimashita (2 épisodes) : elle-même
- 2013 : Arata Kangatari (12 épisodes) : Kotoha
- 2013-2014 : Log Horizon (19 épisodes) : Henrietta
- 2013-2014 : Silver Spoon (16 épisodes) : Tamako Inada
- 2013-2014 : Sekai de Ichiban Tsuyoku Naritai! (4 épisodes) : Digger Yamato, Digger Yamamoto
- 2013-2014 : Gaist Crusher (38 épisodes) : Luminella Hotaru
- 2014 : Terra Formars: Bugs 2-hen : Zhang Ming-Ming
- 2014 : Black Butler: Book of Circus (it) (10 épisodes) : Doll
- 2014 : Yona : Princesse de l'aube (1 épisode) : Jeune Hak
- 2014 : Terra Formars (2 épisodes) : Zhang Ming-Ming
- 2014 : Girl Friend (Kari) (5 épisodes) : Tsugumi Harumiya
- 2014-2015 : Gundam Reconguista in G : Manny AMbassada
- 2015 : Majikku Kaito 1412 (1 épisode) : Megumi Furuhata
- 2015 : JoJo's Bizarre Adventure (4 épisodes) : Mariah
- 2015 : Dog Days (4 épisodes) : Farine
- 2015 : Vampire Holmes (en) : Kira
- 2015 : Re-Kan! (3 épisodes) : Yūki Inoue
- 2015 : Plastic Memories (3 épisodes) : Sarah
- 2015 : Senki Zessho Symphogear GX (2 épisodes) : Chris Yukine
- 2015-2016 : Durarara!!x2 (22 épisodes) : Erika Karisawa
- 2016 : Norn9 (de) : Mikoto Kuga
- 2016 : Gate (3 épisodes) : Arpeggio El Lelena
- 2016 : Haruchika (en) (1 épisode) : Makoto Yamanobe
- 2016 : Idol Memories (en) : Minami Yasukawa
- 2016 : Gintama: Aizome Kaori-hen (2 épisodes) : Hotaru
- 2016 : Matoi the Sacred Slayer (en) (5 épisodes) : Yayoi Amane
- 2016-2019 : Fukigen na Mononokean (26 épisodes) : Fujiwara Zenko
- 2017 : Fukumenkei Noise (12 épisodes) : Miou Suguri
- 2017 : Senki Zessho Symphogear AXZ : Chris Yukine
- 2017 : Dream Festival! (en) (1 épisode) : Yuto Kuroishi (enfant)
- 2017 : Kuruneko : Bon
- 2017 : L'Ère des Cristaux (11 épisodes) : Jade
- 2017 : Two Car (en) (12 épisodes) : Hitomi Iseki
- 2017-2018 : Garo: Vanishing Line (en) (4 épisodes) : Mei Fan
- 2018 : Sanrio Danshi (en) (4 épisodes) : Rion
- 2018 : Beatless (2 épisodes) : Astria
- 2018 : The Seven Deadly Sins: Signs of Holy War (en) (8 épisodes) : Derieri
- 2018 : Overlord (3 épisodes) : Imina
- 2018 : Zoids Wild (en) (1 épisode) : Nuts
- 2018-2019 : Uchuu Senkan Yamato 2022: Ai no Senshitachi (8 épisodes) : Saki Tōdō
- 2019 : Gambling School (2 épisodes) : Sumika Warakubami
- 2019 : Magical Girl Special Oos Asuka (6 épisodes) : Abigail
- 2019 : Senki Zessho Symphogear XV : Chris Yukine
- 2019 : Astra - Lost in Space (3 épisodes) : Wei Lu, Lu Wei
- 2019 : Gekidan Sphere

##### Années 2020
- 2020 : Somari to Mori no Kamisama (2 épisodes) : Praline
- 2020 : Ikebukuro West Gate Park (1 épisode) : Matsuda Harumi
- 2021 : Idoly Pride (3 épisodes) : Aoi Igawa
- 2021 : Mars Red (1 épisode) : Misaki
- 2021-2022 : Toropikaru~ju! Purikyua (46 épisodes) : Elda
- 2022 : RPG Fudousan (1 épisode) : Paula
- 2022 : Hīrā gārū (12 épisodes) : Ria Karasuma
- 2022 : Nights with a Cat (en) : Kyuruga
- 2022 : Housing Complex C (en) (4 épisodes) : Kimi Shirokado
- 2022 : Arknights: Reimei Zensou (1 épisode) : FrostNova
- 2022 : Pop Team Epic (1 épisode) : Master Sparrow, Mochi, Shiitake Mushroom
- 2022 : Akiba Maid War (12 épisodes) : Manager
- 2023 : Make My Day (7 épisodes) : Marnie
- 2023 : Ao no Orchestra (1 épisode) : Mère de Nao
- 2023 : Arknights: Fuyukomori Kaerimichi (3 épisodes) : FrostNova
- 2024 : Sengoku Youko (5 épisodes) : Yama no Kami (Divinité de la montagne)
- 2024 : Urusei yatsura (18 épisodes) :  Ryunosuke Fujinami
- 2024 : T・P Bon (1 épisode) : Pirak
- 2024 : Seirei Gensouki (1 épisode) : Aria Governess
- 2024 : The Seven Deadly Sins: Four Knights of the Apocalypse (1 épisode) : Thetis
- 2024 : Kamonohashi Ron no Kindan Suiri (2 épisodes) : Nyonyo
- 2025 : Fugoushoku (Kanteishi) ga Jitsu wa Saikyou Datta (3 épisodes) : Jolène

### Jeux vidéo
- 2009 : Dandamu: Dungeons & Dam
- 2010 : Sora no Otoshimono: Dokidoki Summer Vacation (lld) : Mikako Satsukitane
- 2010 : Durarara!! 3way standoff : Erika Karisawa
- 2011 : Sora no Otoshimono Forte: Dreamy Season (en) : Mikako Satsukitane
- 2012 : Guilty Crown: Lost Christmas : Past
- 2012 : Super Robot Wars Z2: Saisei-Hen : Feldt Grace
- 2012 : Phantom -PHANTOM OF INFERNO- : Elen « Ein »
- 2013 : Sword Art Online: Infinity Moment (en) : Lisbeth, Rika Shinozaki
- 2014 : Sword Art Online: Hollow Fragment (en) : Lisbeth, Rika Shinozaki
- 2014 : Norn9 Var Commons (en) : Mikoto Kuga
- 2015 : Durarara!! Relay : Erika Karisawa
- 2015 : Sword Art Online: Lost Song : Lisbeth, Rika Shinozaki
- 2015 : Super Robot Wars Z3: Tengoku-Hen : Feldt Grace
- 2015 : Tokyo Ghoul: Jail : Itori
- 2015 : JoJo's Bizarre Adventure: Eyes of Heaven : Mariah
- 2016 : Nitroplus Blasterz: Heroines Infinite Duel (en) : Ein
- 2016 : Sword Art Online: Hollow Realization : Lisbeth, Rika Shinozaki
- 2017 : Fire Emblem Heroes : Dagr
- 2017 : Horizon Zero Dawn : Aloy, Elisaet Sobeck
- 2017 : Accel World vs Sword Art Online : Millennium Twilight : Lisbeth, Rika Shinozaki
- 2018 : Sword Art Online: Fatal Bullet (en) : Lisbeth
- 2018 : Sūpā robotto taisen X : Manny Ambassada
- 2019 : Pokémon Masters EX : Ricca
- 2019 : Final Fantasy Brave Exvius: War of the Visions : Luasa
- 2019 : Action Taimanin (en) : Major
- 2020 : Sword Art Online: Alicization Lycoris (lld) : Lisbeth
- 2020 : Higurashi: When They Cry - Mei : Chris Yukine
- 2020 : Genshin Impact : Aloy
- 2021 : Idoly Pride : Aoi Igawa
- 2022 : Horizon Forbidden West : Aloy, Beta, Elisabet Sobeck
- 2022 : JoJo's Bizarre Adventure: All-Star Battle R : Mariah
- 2023 : Horizon Call of the Mountain : Aloy
- 2023 : Sword Art Online: Last Recollection : Lisbeth
- 2024 : Sword Art Online: Fractured Daydream : Lisbeth